# Сумская, Ольга Вячеславовна
О́льга Вячесла́вовна Сумска́я (укр. Ольга В'ячеславівна Сумська; род. 22 августа 1966, Львов, УССР, СССР) — советская и украинская актриса и телеведущая. Народная артистка Украины (2009). Лауреат Национальной премии Украины имени Тараса Шевченко (1996). Также награждена орденом княгини Ольги III степени (2021).

## Биография
Родилась в семье актёров Академического драмтеатра им. И. Франко. Является вторым ребёнком, старшая сестра — Наталья Сумская (род. 22 апреля 1956), актриса и телеведущая, ведущая актриса Театра имени Ивана Франко. Отец — Вячеслав Игнатьевич Сумской (народный артист Украины) (06.09.1934 — 12.09.2007), мать Заслуженная артистка УССР — Анна Ивановна Сумская (15.10.1933 — 27.02.2022).
В 1987 году окончила КГИТИ имени И. К. Карпенко-Карого. А в следующем году стала актрисой Национального академического театра русской драмы имени Леси Украинки. На сцене этого театра она играла в спектаклях: «Самоубийца», «Бешеные деньги», «Дама без камелий», «Ревизор», «Сон в летнюю ночь», «Невероятный бал» и других.
В 1983 году началась карьера Сумской в кино. Ее первая роль была в фильме «Вечера на хуторе близ Диканьки». На момент съемок она была еще студенткой.
В 1997 году на экраны вышел, принесший большую популярность Ольге Сумской, украинский костюмно-исторический телесериал «Роксолана» о жизни Хасеки Хюррем Султан, которая стала женой турецкого Султана.
В 2006 году принимала участие в проекте «Танцы со звёздами» на канале 1+1 в паре с Игорем Бондаренко.
В 2011 году занимала пост президента Киевского международного кинофестиваля.
В 2017 году Сумская стала приглашенным членом жюри «Лиги Смеха».

## Личная жизнь
Первым мужем Ольги Сумской был актёр Евгений Паперный (род. 3 сентября 1950). Поженились они в 1987 году, но уже через четыре года их брак распался. От брака с Паперным родилась дочь актриса Антонина Паперная (род. 1 июня 1990), проживает в Москве. Двое внуков: Ева и Даниил .
Второй муж — актёр Виталий Борисюк (род. 18 июля 1963). Дочь Анна Борисюк (род. 2 марта 2002), тоже актриса, окончила театральный университет имени Карпенко-Карого, выступает с матерью.
С сестрой Натальей отношения разладились, хотя Ольга Сумская высказывалась (2024): "Наталочка – моя вторая мама. Привела меня на съемочную площадку – я ей благодарна за все. А потом что-то случилось…"

## Фильмография
| Год       |     | Название                            | Роль                                        |
| --------- | --- | ----------------------------------- | ------------------------------------------- |
| 1983      | ф   | Вечера на хуторе близ Диканьки      | Муза / Панночка                             |
| 1985      | ф   | По зову сердца                      | Катерина                                    |
| 1986      | ф   | И в звуках память отзовется         | Имя персонажа не указано                    |
| 1987      | ф   | Соломенные колокола                 | Имя персонажа не указано                    |
| 1989      | ф   | Театральный сезон                   | Вера Трубникова                             |
| 1990      | ф   | Записки сумасшедшего                | Софи                                        |
| 1991      | ф   | Карпатское золото                   | Оксана                                      |
| 1991      | ф   | Народный Малахий                    | Оля                                         |
| 1992      | ф   | Голос травы                         | Ляля                                        |
| 1992      | ф   | Киевские просители                  | Имя персонажа не указано                    |
| 1992      | ф   | Ошибка профессора Буггенсберга      | маркиза де Сад                              |
| 1992      | ф   | Четыре листа фанеры                 | София                                       |
| 1993      | ф   | Западня                             | Регина Стальская                            |
| 1994      | ф   | Записки курносого Мефистофеля       | Имя персонажа не указано                    |
| 1994      | ф   | Несколько любовных историй          | Беатриче                                    |
| 1994      | тф  | Тигроловы                           | Наталка                                     |
| 1995      | ф   | Партитура на могильном камне        | Лана                                        |
| 1997      | ф   | Принцесса на бобах                  | Лара                                        |
| 1997      | с   | Роксолана. Настуня                  | Настя / Роксолана Хатум                     |
| 1997      | с   | Роксолана 2. Любимая жена Халифа    | Роксолана                                   |
| 2001      | тф  | Вечера на хуторе близ Диканьки      | сплетница                                   |
| 2001      | ф   | Я — кукла                           | снайпер Герда                               |
| 2002      | с   | Бездельники                         | Елизавета Арсеньева                         |
| 2002      | ф   | Женская логика 2                    | дежурная в гостинице                        |
| 2002      | тф  | Золушка                             | Княгиня                                     |
| 2003      | тф  | За двумя зайцами                    | Галя                                        |
| 2003      | с   | Роксолана 3. Владычица империи      | Роксолана Хатум                             |
| 2004      | ф   | Казанова поневоле                   | Имя персонажа не указано                    |
| 2004      | тф  | Плакальщик, или Новогодний детектив | Вероника                                    |
| 2005      | с   | Дедушка моей мечты                  | Имя персонажа не указано                    |
| 2005      | с   | Право на любовь                     | Оксана                                      |
| 2006      | ф   | Богдан-Зиновий Хмельницкий          | Имя персонажа не указано                    |
| 2006      | тф  | Звёздные каникулы                   | мама                                        |
| 2006      | с   | Кодекс чести 3                      | Имя персонажа не указано                    |
| 2006      | кор | Старшая дочь                        | Марина                                      |
| 2006      | тф  | Странное Рождество                  | Лилия                                       |
| 2006      | ф   | Тайна Маэстро                       | княжна Тараканова                           |
| 2006      | с   | Тайна «Святого Патрика»             | Наталья Викторовна Карякина                 |
| 2006      | с   | Театр обречённых                    | Ирина Аркадьевна Хмельницкая                |
| 2006      | с   | Утёсов. Песня длиною в жизнь        | Невяровская                                 |
| 2007      | с   | Держи меня крепче                   | Ольга Днепрова                              |
| 2007      | ф   | Дни надежды                         | Марго                                       |
| 2008      | ф   | Абонент временно недоступен         | Серафима Зуева                              |
| 2008      | с   | Воротилы. Быть вместе               | госпожа Элен Гарднер                        |
| 2008      | ф   | Куплю друга                         | Лиля                                        |
| 2008      | ф   | Ночная смена                        | Любовь Волкова                              |
| 2008      | ф   | Сказка о женщине и мужчине          | Имя персонажа не указано                    |
| 2008      | тф  | Хочу ребёнка                        | соседка Валерии                             |
| 2009      | ф   | Возвращение блудного отца           | Имя персонажа не указано                    |
| 2009      | ф   | Возвращение мушкетёров              | Бланш                                       |
| 2009      | ф   | Гоголь. Ближайший                   | Имя персонажа не указано                    |
| 2009      | с   | Территория красоты                  | Кристина Ивановская                         |
| 2010      | ф   | Бес Пор No                          | мачеха                                      |
| 2010      | с   | Вера, Надежда, Любовь               | Арина                                       |
| 2010      | ф   | Непрухи                             | Галина Непруха                              |
| 2010—2013 | с   | Ефросинья                           | Марина Владимировна                         |
| 2011      | с   | Контригра                           | Лени Рифеншталь                             |
| 2011      | с   | Костоправ                           | Елена Романова                              |
| 2011      | с   | Я тебя никогда не забуду            | Галина Василюк                              |
| 2012      | тф  | Мама, я лётчика люблю               | Имя персонажа не указано                    |
| 2012      | тф  | Последняя роль Риты                 | Маргарита (Рита) Сергеевна Руднева, актриса |
| 2013      | с   | Агент                               | Инна                                        |
| 2013      | ф   | Тени незабытых предков              | мать Воланчика                              |
| 2013      | ф   | Иван Сила                           | Аделия                                      |
| 2013      | с   | Городские шпионы                    | Людмила Аверина                             |
| 2014      | ф   | Киевский торт                       | Аделия                                      |
| 2015      | с   | Гречанка                            | Софья Середа                                |
| 2015      | с   | Плакучая ива                        | Имя персонажа не указано                    |
| 2016      | с   | Анна-детективъ                      | Софья Николаевна Елагина                    |
| 2016      | с   | Нити Судьбы                         | Вероника Полтавская                         |
| 2018      | ф   | Я, ты, он, она                      | соседка                                     |
| 2019      | с   | Крепостная                          | София Косач                                 |
| 2019      | с   | Возвращение                         | Лириса Томилина                             |
| 2019      | мс  | С меня хватит                       | Имя персонажа не указано                    |
| 2021      | с   | Любовь без сомнений                 | Тамара Альбертовна                          |

### Дубляж на украинский язык
- 2006 — Тачки — Салли
- 2011 — Тачки 2 — Салли
- 2012 — Храбрая сердцем — Королева Элинор
- 2012 — Хоббит: Нежданное путешествие — Галадриэль (Кейт Бланшетт)[7]
- 2013 — Хоббит: Пустошь Смауга — Галадриэль (Кейт Бланшетт)
- 2014 — Малефисента — Малефисента (Анджелина Джоли)[8]
- 2014 — Хоббит: Битва пяти воинств — Галадриэль (Кейт Бланшетт)
- 2015 — Снежная Королева — Снежная Королева, Зеркало Королевы
- 2016 — Наши пани в Варшаве / Dziewczyny ze Lwowa — (украинский дубляж)[9]
- 2017 — Тачки 3 — Салли[10]
- 2019 — Малефисента: Владычица тьмы — Малефисента (Анджелина Джоли)[11]

### Съёмки в клипах
- Трио «Либідь» — «Чарівна скрипка» (1992)
- Михаил Поплавский — «Прощання» (2000)[12]
- Ольга Горбачева — «Лучшая в мире» (2018)[13]
- Олег Винник — «Роксолана» (2019)[14]

## Общественная деятельность

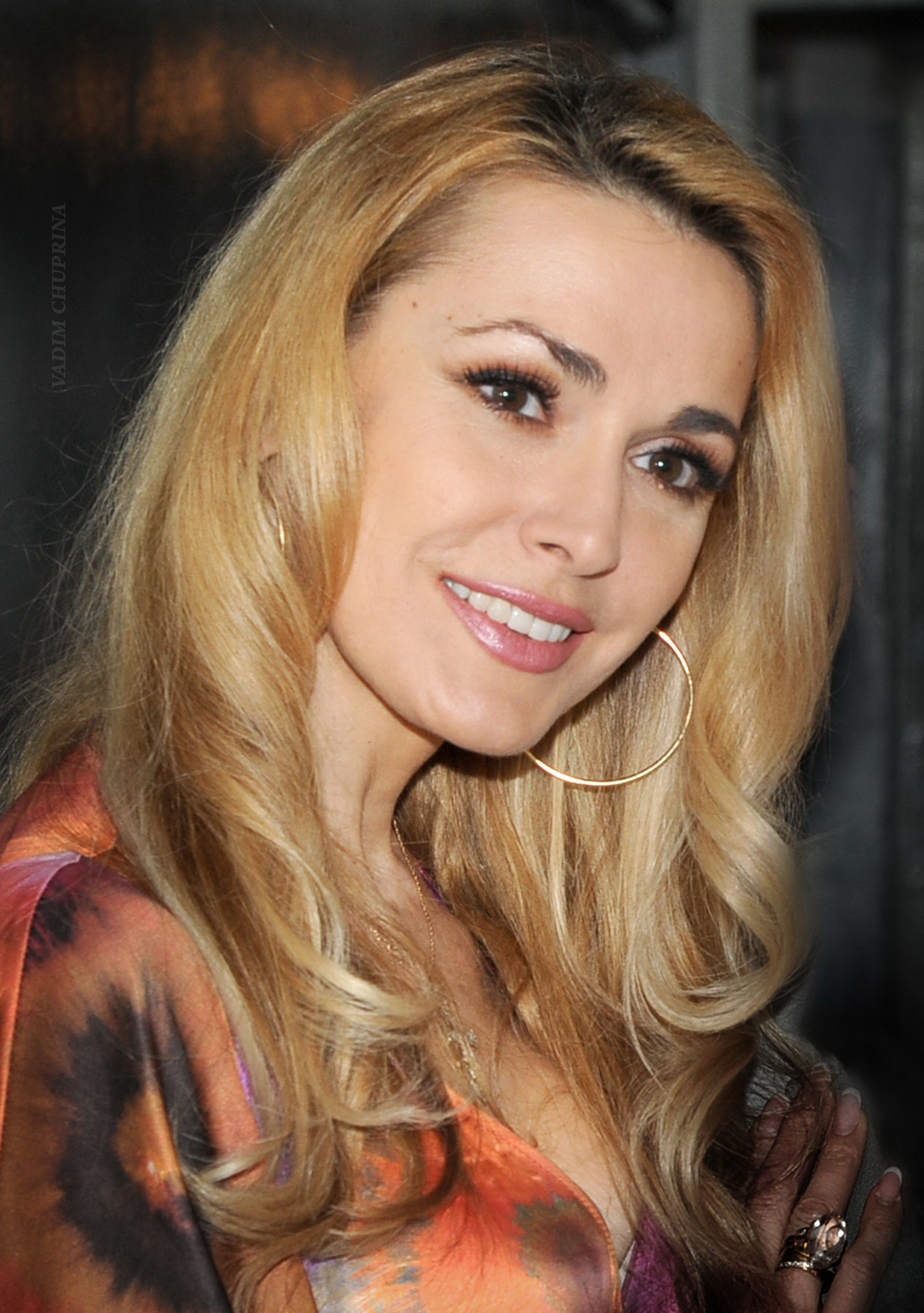
Ольга Сумская в 2011 году

- Член политической партии «Європейська столиця»
- В феврале 2012 подписалась под письмом против Юлии Тимошенко[15]

- С 2022 года открыто выступает против российского военного вторжения на Украину.

## Награды
- Орден княгини Ольги III степени (11 сентября 2021 года) — за значительный личный вклад в развитие киноискусства, весомые творческие достижения, высокое профессиональное мастерство и по случаю Дня украинского кино[2].
- Народная артистка Украины (16 января 2009 года) — за весомый личный вклад в дело консолидации украинского общества, развитие демократического, социального и правового государства и по случаю Дня Соборности Украины[16].
- Заслуженная артистка Украины (22 октября 1997 года) — за весомый личный вклад в развитие национальной культуры и искусства, высокий профессионализм[17].
- Национальная премия Украины имени Тараса Шевченко (1996) — за сериалы художественных телевизионных фильмов «Западня» (1993) и «Преступление со многими неизвестными» (1993) производства студии «Укртелефильм».
- «Celebrity Awards 2020»[1].